# Moussa Rekkab
Moussa Rekkab est un joueur de football algérien, né le 7 septembre 1982 à Oran. Il joue au poste de milieu.